# Мост Сюйпу
Мост Сюйпу (кит. 徐浦大桥) — мост, пересекающий реку Хуанпуцзян, расположенный на территории города центрального подчинения Шанхай; 26-й по длине основного пролёта вантовый мост в мире (20-й в Китае). Является частью скоростной автодороги S20 Внешняя кольцевая автодорога Шанхая.

## Характеристика
Мост соединяет западный и восточный берега реки Хуанпуцзян на границе районов Сюйхуэй и Пудун города центрального подчинения Шанхай, соединяя соответственно исторический центр Пуси и новый район Пудун.
Длина —  м. Мост представлен двухпилонным вантовым мостом с основным пролётом длиной 590 м и двумя секциями балочной конструкции с обеих сторон. Высота основных башенных опор — 217 м. Башенные опоры моста имеют форму буквы А. 
Имеет 8 полос движения (по четыре в обе стороны). 
На время открытия мост был третьим в мире и вторым в Китае по длине основного пролёта вантовым мостом, уступая мостам Нормандии и Янпу. Дизайн моста был разработан Шанхайским институтом The Shanghai Municipal Engineering Design Institute. Мост был построен компанией Shanghai Foundation Engineering Co.. Технологически мост построен по принципу предшественников мостов Янпу и Нанпу в Шанхае.